# Kazuare
Kazuare est une zone de gouvernement local et un émirat de l'État de Jigawa au Nigeria,.

## Liste des émirs de Kazuare
1. Ibrahim Dantunku (1819-1824) - Décédé des suites de blessures subies lors de l'entretien d'une arme à feu.
2. Dambo dan Dantunku (1824-1857), tué en 1857.
3. Muhamman Zangi dan Dambo (1857-1886), mort en 1886.
4. Muhamman Mayaki dan Dambo (1886-1914), a pris sa retraite en 1914 en raison de son âge avancé.
5. Muhammadu Tura dan Muhamman Mayaki (1914-1922), marié et avait une descendance. Il est mort en 1922.
6. Ummaru Na'uka dan Muhammadu Tura (1922-1941), mort en 1941.
7. Adamu dan 'Abd al-Mu'mini (1941-1968), chef du district de Roni -/1941
8. Ibrahim et Adamu (1968-1994)
9. Hussaini Adamu (1994- 3 octobre 1998). Il a épousé 3 femmes, a eu 16 enfants (dont 2 sont nés quelques mois après sa mort) et 25 petits-enfants au moment de sa mort.
10. Najib Hussaini Adamu (Depuis 1998).

## Source
- (en) Cet article est partiellement ou en totalité issu de l’article de Wikipédia en anglais intitulé « Kazuare » (voir la liste des auteurs).